# Diaethria nystographa
Diaethria nystographa är en fjärilsart som beskrevs av Achille Guenée 1872. Diaethria nystographa ingår i släktet Diaethria och familjen praktfjärilar. Inga underarter finns listade i Catalogue of Life.